# Olea capensis subsp. macrocarpa
Sous-espèce
Classification phylogénétique
Olea capensis subsp. macrocarpa est une sous-espèce de plantes à fleurs de l'espèce Olea capensis laquelle appartient à la famille des Oleaceae. On trouve ces oliviers en Afrique (Rwanda, Kenya, Madagascar etc.).

## Description

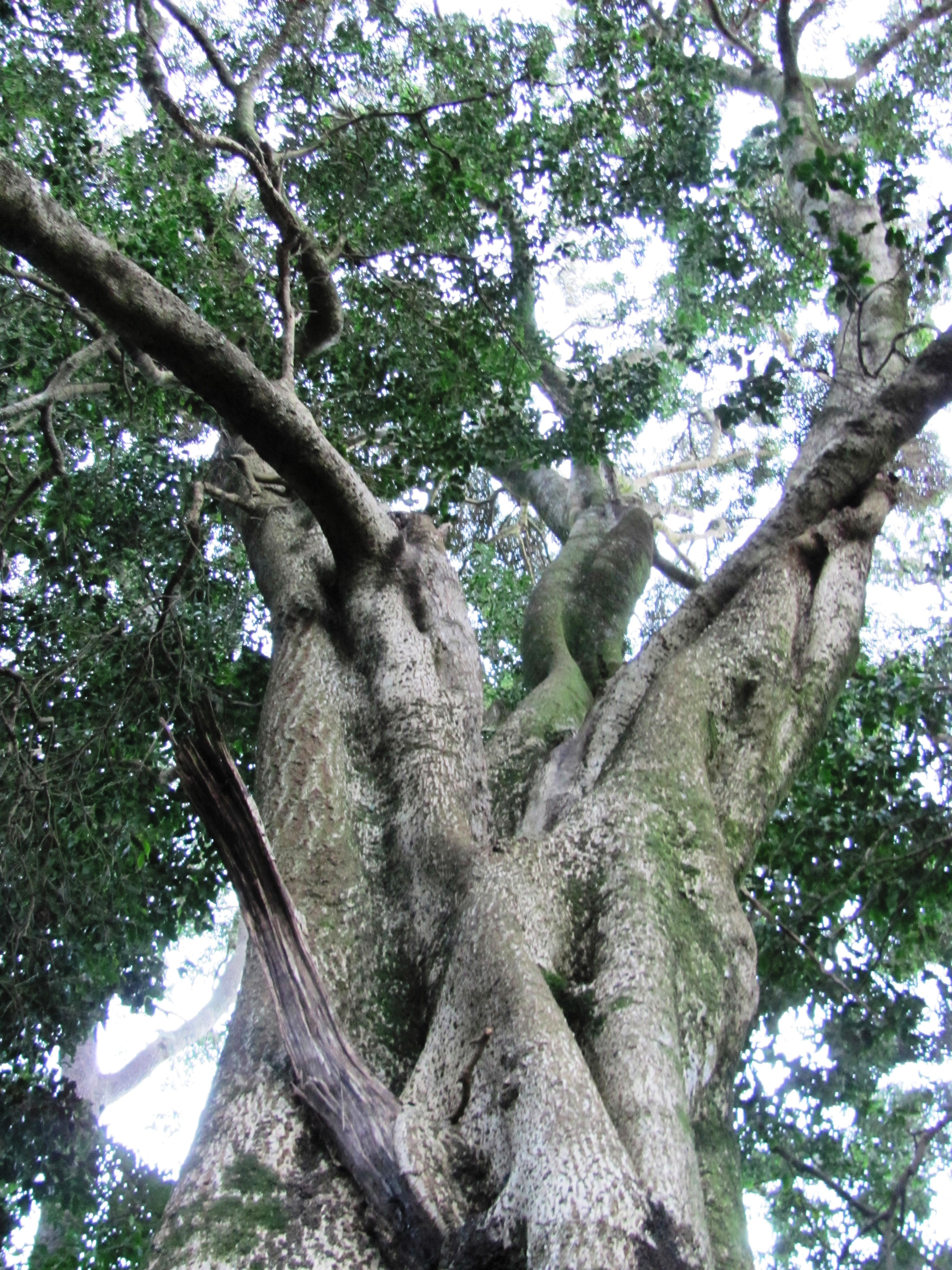
Arbre bois de fer géant (Olea macrocarpa) dans la Ville du Cap.

### Appareil végétatif
C'est un arbre de 3 à 30 m de haut. Ses feuilles sont coriaces avec un pétiole de (7-)10 mm à 15(-20) mm de longueur. Le limbe est habituellement elliptique mais varie d'étroitement ovale à largement lancéolé, elliptique ou oblong, de (3-)4 à 16 cm de long, (0,8-)2 à 6,5 cm de large, avec un apex aigu ou acuminé, parfois obtus mais avec un acumen abrupt. La nervure moyenne et les secondaires sont légèrement surélevées sur chacune des faces, au nombre de 6 à 7 de part et d'autre de la nervure centrale.

### Appareil reproducteur
Aucune observation disponible sur les fleurs.
Les fruits sont des drupes ovoïdes à ellipsoïdes, de 10 à 18 par 10 mm.

## Synonymes
- Olea macrocarpa C.H.Wright
- Olea hochstetteri Baker
- Olea capensis subsp. hochstetteri (Baker) Friis & P.S.Green

## Localisation
- République de Guinée : Massif de Ziama ;
- Sierra Leone : Monts Tingi, pentes du Neramofondi, collines de Freetown[1] ;
- Côte d'Ivoire : Mont Momy, Monts des Dans ;
- Nigeria : Plateau de Jos (près de Binchi), Mont Vogel ;
- Cameroun : Monts Mandara (sommet de l'Hosséré Oupay), Mont Cameroun, Monts Bamboutos, Mont Poli[1] ;
- Congo-Kinshasa : Monts du Kivu;
- Madagascar : Diego-Suarez et Parc national de la Montagne d'Ambre ;
- Ruanda
- Burundi
- Soudan
- Éthiopie
- Somalie

## Sources
Pour des articles plus généraux, voir Olea et Olea capensis.